# 5084 Gnedin
5084 Gnedin (1977 FN1) là một tiểu hành tinh vành đai chính được phát hiện ngày 26 tháng 3 năm 1977 bởi Chernykh, N. S. ở Nauchnyj.